# Orthezinella hispanica
Orthezinella hispanica är en insektsart som beskrevs av Filippo Silvestri 1924. Orthezinella hispanica ingår i släktet Orthezinella och familjen vaxsköldlöss.
Artens utbredningsområde är Spanien. Inga underarter finns listade i Catalogue of Life.